# Alice Everett
Alice Everett, née le 15 mai 1865 à Glasgow et morte le 29 juillet 1949 à Londres, est une astronome et ingénieure britannique qui a grandi en Irlande. Elle a également contribué aux domaines de l'optique et des débuts de la télévision. Everett est surtout connue pour être la première femme à avoir été payée pour des travaux astronomiques à l'Observatoire royal de Greenwich, lorsqu'elle a commencé son emploi à l'observatoire en janvier 1890,,. 

## Jeunesse
Née à Glasgow en 1865, Everett a déménagé à Belfast à l'âge de deux ans lorsque son père, Joseph David Everett, FRS, a été nommé professeur de philosophie naturelle à l'Université Queen's de Belfast. Son père restera en poste jusqu'à sa retraite trente ans plus tard. Everett a fait ses études au Methodist College Belfast, où elle a été élève primée. 

## Enseignement universitaire
À cette époque, le seul moyen d'accéder à l'enseignement universitaire en Irlande pour les femmes était par le biais de la Royal University of Ireland, qui décernait les diplômes uniquement sur examen. En 1882, le Queen's College de Belfast a commencé à accepter des étudiantes, leur permettant de suivre des cours en préparation aux examens de la Royal University. Everett a demandé cette option et, en 1884, elle a obtenu la première place aux examens scientifiques de première année, mais le college a refusé d'accorder la bourse à une femme. En 1886, Everett a déménagé au college entièrement féminin Girton College, partie de l'Université de Cambridge. En 1887, elle a siégé et passé avec distinction l'Université royale en mathématiques et en physique mathématique et obtint un Master of Arts du même organisme deux ans plus tard, en 1889. Toujours en 1889, Everett réussit le Mathematical Tripos à l'Université de Cambridge. Les étudiantes étaient autorisées à passer les examens, mais l'université ne décerna de diplômes aux étudiantes qu'en 1928. 1889 marqua la fin des études universitaires d'Everett et le début d'une carrière révolutionnaire en astronomie.

## Carrière en astronomie
Les règles du Civil Service (la fonction publique britannique) qui s'appliquaient à l'Observatoire royal de Greenwich rendaient très difficile l'emploi de femmes. Cependant, en 1890, l'astronome royal William Christie fut intéressé par l'emploi de femmes ayant fait de hautes études qui commençaient à être diplômées d'universités anglais et il contourna le règlement en payant des femmes comme calculatrices surnuméraires et en ne les incluant pas à la liste des paies permanentes. Il employa quatre femmes, non pas comme calculatrices surnuméraires mais comme secondes assistantes qui effectuèrent à la fois des observations et des calculs. Il engagea entre autres Everett, qui devint la première femme à travailler à l'Observatoire royal de Greenwich lorsqu'elle commença à y travailler en janvier 1890. À Greenwich, Everett fut assignée au département d'astrographie et contribua au projet international Carte du Ciel. En plus de son travail de calculatrice, Everett fut formée à l'utilisation du nouveau télescope astrographique de l'Observatoire, installé en 1890, pour prendre des photographies. Le travail d'Everett's consistait également à mesurer les plaques, à calculer les coordonnées des étoiles et à réduire les données pour le catalogue. Pendant ce temps, Everett fit également des observations pour le département des transits avec le cercle de transit d'iry, qui servait à définir le premier méridien.
En 1891, Everett a persuadé son amie Annie Russell de postuler pour travailler à l'Observatoire royal et, en septembre, elle commença à travailler à l'observatoire. Russell avait fréquenté le Girton College avec Everett et les deux s'étaient assises et avaient réussi l'examen difficile de Tripos ensemble[réf. nécessaire]. En 1892, Everett, Russell et Elizabeth Brown essayèrent d'être élues membres de la Royal Astronomical Society. Aucune des femmes n'a été admise, car aucuune n'obtint le nombre de votes requis. De même, la nomination d'Isis Pogson avait été rejetée en 1886. Au lieu de cela, elles rejoignirent et contribuèrent activement à la British Astronomical Association (BAA), organisation amateur. Everett publia son travail dans le journal de la BAA, The Observatory, et publia également dans les Monthly Notices of the Royal Atronomical Society et ailleurs. 
Après cinq ans à Greenwich, Everett se lassa de son faible salaire et commença à chercher du travail ailleurs. Elle ne réussit pas à obtenir un poste à l'Observatoire Dunsink, à Dublin, mais obtint un poste temporaire de trois ans à l'Observatoire astrophysique de Potsdam, alors l'institution leader en Europe pour la recherche astrophysique. Everett commença à travailler à l'observatoire en tant qu'assistante scientifique en octobre 1895, devenant la première femme à travailler dans un observatoire en Allemagne, et continua à travailler sur le projet Carte du Ciel. Pendant son temps à Potsdam, elle a mesuré des étoiles sur des plaques photographiques et en un an, en 1897, a aidé à mesurer les positions de 22 000 étoiles. Elle quitta Potsdam en juillet 1899. Everett déménagea pour un poste d'un an à l'observatoire du Vassar College, aux États-Unis, où elle écrivit deux articles avec Mary Whitney. James Keeler, le directeur de l'Observatoire Lick, avait espéré l'embaucher pour le programme spectroscopique de l'observatoire, mais n'a pas pu obtenir de fonds. À la place, Everett retourna à Londres en 1900, où ses intérêts se tournèrent de l'astronomie vers le domaine connexe de l'optique. Sa carrière astronomique prit fin à l'âge de 35 ans[réf. nécessaire].

## Optique
L'intérêt d'Everett pour l'optique fut déclenché lorsqu'elle aida son père à la retraite à traduire un article en allemand sur du verre optique Jena. Elle assista son père dans ses recherches et expériences en optique jusqu'à sa mort en 1904. En 1903, son père communiqua à la Physical Society de Londres un article qu'elle avait écrit, lequel décrit des expériences sur les observations zonales dans les lentilles, le premier article écrit par une femme à paraître dans le journal de la société. Cependant, les opportunités pour les femmes dans ce domaine scientifique (ou même dans n'importe quel domaine scientifique) étaient rares. En conséquence, Everett ne fut pas en mesure de trouver un travail rémunéré régulier jusqu'à la Première Guerre mondiale, laquelle donna à de nombreuses femmes la possibilité d'entrer sur le marché du travail. En 1917, à l'âge de cinquante-deux ans, Everett rejoignit le personnel du National Physical Laboratory. Everett travaillé dans sa section optique jusqu'à ce qu'elle atteignît l'âge de la retraite (60 ans) en 1925. 

## Ingénierie et télévision
La retraite marqua le troisième volet de la carrière technique d'Everett, l'ingénierie. À la fin des années 1920, Everett passa et réussit des examens en génie sans fil (?) et électrique. Everett développa également un intérêt pour le nouveau domaine de la télévision et pourrait avoir été l'une des deux femmes présentes à la démonstration de la première image télévisée par John Logie Baird en janvier 1926. En conséquence, Everett devint l'un des membres fondateurs et membres de la toute nouvelle Television Society (aujourd'hui la Royal Television Society) en septembre 1927. À la fin des années 1920 et au début des années 1930, Everett devint membre de la Baird Television Company et de la Television Society et, en 1933, les deux demanderaient un brevet conjoint relatif à l'optique de la télévision. Everett continua de contribuer au domaine de la télévision le reste de sa vie. En reconnaissance de sa contribution au domaine de la physique, elle reçut une pension de liste civile de 100 £ en 1938. Le 29 juillet 1949, elle décéda à Londres et laissa sa bibliothèque de livres scientifiques à la Television Society.